# Notre-Dame (Mantes-la-Jolie)

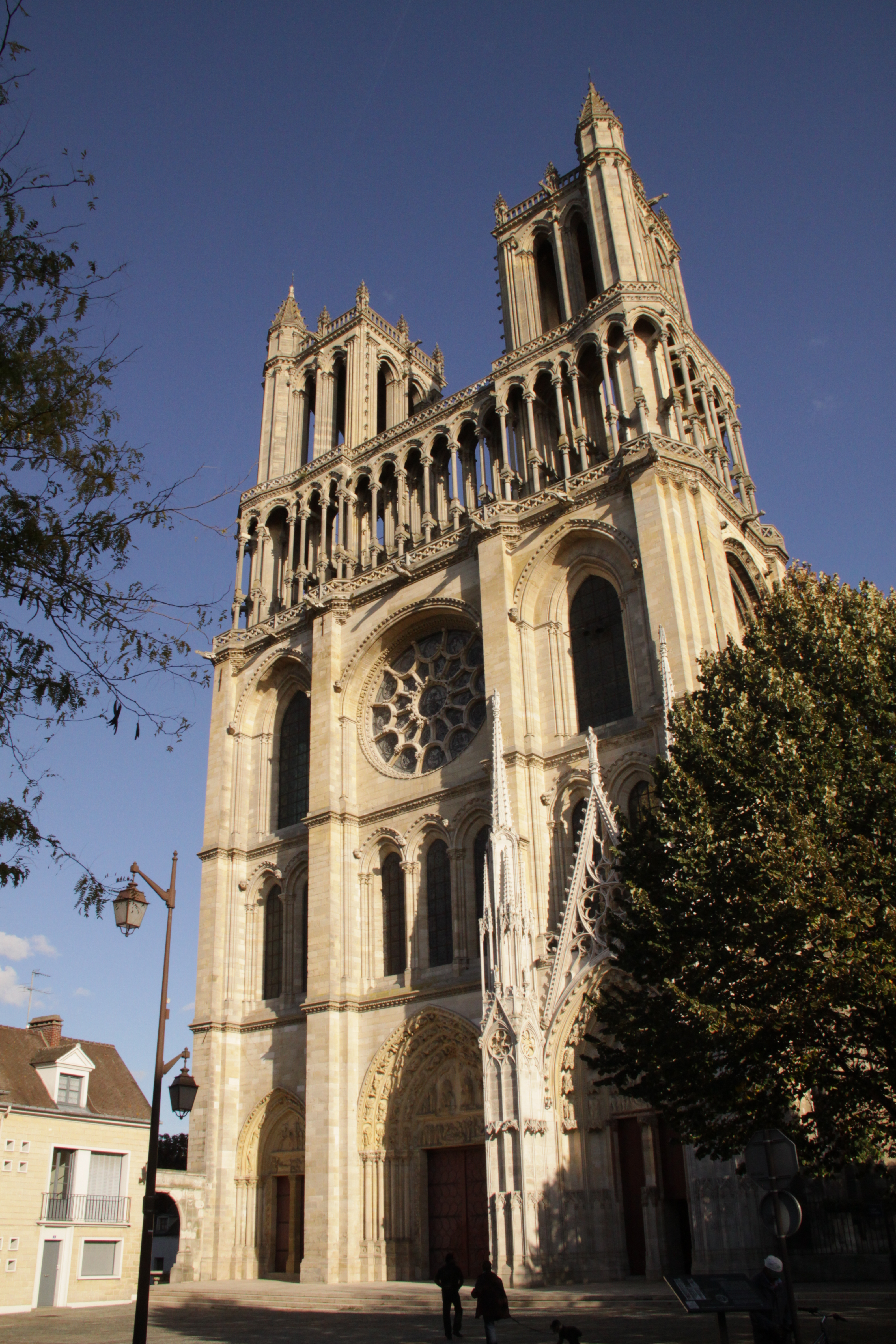
Notre-Dame (Mantes-la-Jolie)

Die ehemalige Stiftskirche Notre-Dame (französisch Collégiale Notre-Dame de Mantes-la-Jolie) ist eine römisch-katholische Pfarrkirche in Mantes-la-Jolie (Département Yvelines, Frankreich) am Ufer der Seine. Sie wurde im  12. und 13. Jahrhundert errichtet und 1840 als Monument historique klassifiziert.
Die Kirche erinnert stilistisch und durch ihren Aufbau als Emporenbasilika an die Kathedrale Notre-Dame de Paris. Die Stiftskirche Notre-Dame besteht jenseits des Fassadenmassivs aus einem Schiff mit sieben Jochen, das mit sechsteiligen Kreuzrippengewölben gewölbt ist und von Seitenschiffen mit vierteiligen Kreuzrippengewölben flankiert wird. Das hohe Schiff ist dreizonig aufgebaut: große Spitzbogenarkaden, die auf abwechselnd schwachen und starken Pfeilern ruhen, Emporen mit vierteiligem Kreuzrippengewölbe und quer verlaufenden Spitzbogentonnen und schließlich hohe Spitzbogenfenster. Das Chorhaupt, das die Komposition vervollständigt, war ursprünglich nicht von Kapellen umgeben. Die radialen Kapellen und die Kapellen in den Seitenschiffen wurden im 13. und 14. Jahrhundert hinzugefügt. Die Westfassade wird von drei großen skulptierten Portalen mit einer Fensterrose durchbrochen; sie ist von zwei Türmen bekrönt, deren Aussehen durch die Restaurierungen des 19. Jahrhunderts stark verändert wurde. Diese Gestaltung orientierte sich am Vorbild der Kathedrale von Laon. Das zentrale Portal, das der Jungfrau Maria gewidmet ist, wurde während der Revolution stark beschädigt.

## Geschichte

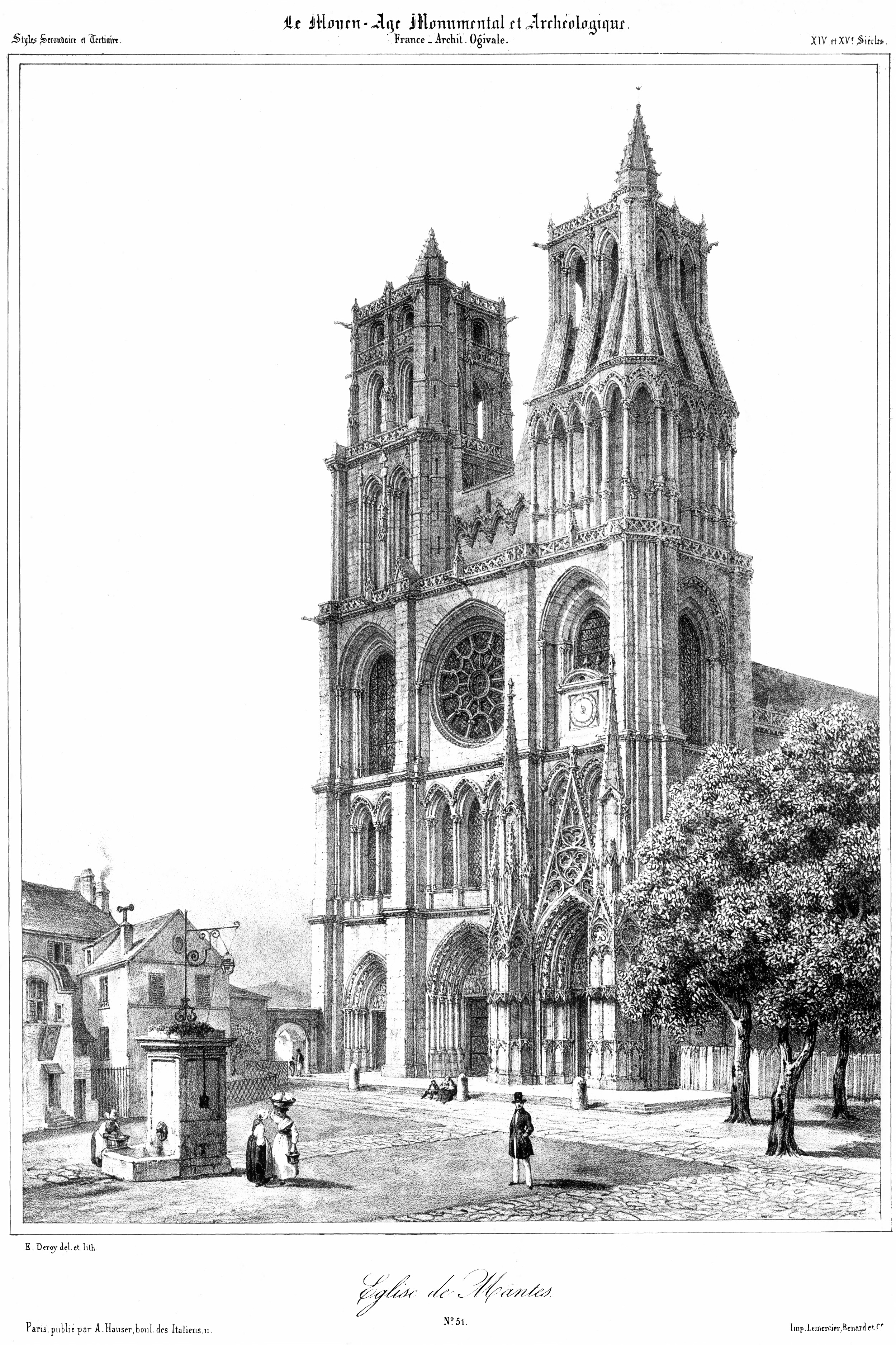
Notre-Dame um 1840, vor den Restaurierungskampagnen

Die Stiftskirche befand sich früher in der Diözese Chartres, Kirchenprovinz Sens, im Archidiakonat Pincerais.
Jüngste Forschungen haben ergeben, dass der Bau wahrscheinlich um 1150 begonnen wurde und drei Baukampagnen durchlaufen haben soll.
Die erste Kampagne umfasste die Errichtung eines Plateaus im Norden, um das Gefälle des Geländes auszugleichen, die Erhöhung des unteren Niveaus der Westfassade und ihrer Portale sowie den Bau der Seitenmauern von West nach Ost, zu denen noch die Gewölbe der Seitenschiffe und des Chorumgangs hinzukamen.
In der zweiten Kampagne wurden die Traufmauern der Emporen bis zum Turmjoch erbaut und die Arkaden zum Kirchenschiff hochgezogen, gefolgt von einem Quergewölbe mit Stichkappen. Die Kreuzgewölbe gehören, wenn man die ersten beiden Joche, die aus der ersten und zweiten Hälfte des 13. Jahrhunderts stammen, auslässt, ins 14. Jahrhundert. Die Strebebögen sind zur gleichen Zeit wie diese zweite Kampagne, also im 12. Jahrhundert, errichtet worden. Schließlich ist das Niveau der Obergadenfenster bis zum vierten Joch angehoben worden, nur die vier östlichen Joche gehören zum letzten Viertel des 12. Jahrhunderts.
Mit dem Bau des Südturms soll um 1240 begonnen worden sein, während der Nordturm um 1266 fertiggestellt wurde, als dort die Glocken aufgehängt wurden. Das Obergeschoss des Nordturms wurde von 1492 bis 1508 nach einem Einsturz wieder aufgebaut.
Im Kirchenschiff sind die Spuren einer Grabinschrift zu sehen.
Während der Französischen Revolution wurde die Stiftskirche verwüstet. Insbesondere wurden 1794 zahlreiche Statuen an der Fassade verstümmelt. Einige dieser Skulpturen wurden von Alphonse Durand in den Grundmauern des ehemaligen Ursulinenklosters wiedergefunden. Sie sind heute zum Teil im Museum des Hôtel-Dieu der Stadt ausgestellt, während der andere Teil im Lapidarium auf den Emporen aufbewahrt wird.
Das Gebäude wurde damals in einen „Tempel der Vernunft“ umgewandelt und nacheinander als eine Salpeterfabrik und als Arsenal genutzt.
Nach der Unterzeichnung des Konkordats von 1801 wurden einige dringende Restaurierungsarbeiten durchgeführt. Vom 19. bis zum 21. Jahrhundert fanden weitere Restaurierungskampagnen statt. Eine umfangreiche Restaurierungskampagne erfolgte während des 19. Jahrhunderts. Die Restaurierung des Nordturms wurde von 1851 bis 1855 unter der Leitung von Alphonse Durand, einem Architekten aus Mantes-la-Jolie und Schüler von Viollet-le-Duc, durchgeführt. Er beschloss, ihn genauso wie den Südturm wieder aufzubauen und ging damit etwas über den Grundsatz einer Restaurierung hinaus.
Am 30. Mai 1944 zerstörte ein schwerer alliierter Luftangriff auf die Mantes-Brücke einen Großteil des alten Zentrums von Mantes-la-Jolie. Die Stiftskirche wurde nur leicht getroffen.
Das Dach, das wegen seines dekorativen Hakenkreuz-Motivs bemerkenswert ist, wurde 2001 und 2002 vollständig erneuert. Bei diesen Arbeiten wurden 44 650 glasierte Dachziegel verlegt. Die Fensterrose wurde 2003 restauriert.
Die Nordseite wurde 2012 restauriert. Am 27. September 2012 kündigte Michel Vialay, Bürgermeister von Mantes-la-Jolie, anlässlich der Einführung einer Briefmarke mit dem Bild der Stiftskirche seine Absicht an, die Aufnahme des Gebäudes in das Weltkulturerbe der UNESCO zu beantragen.

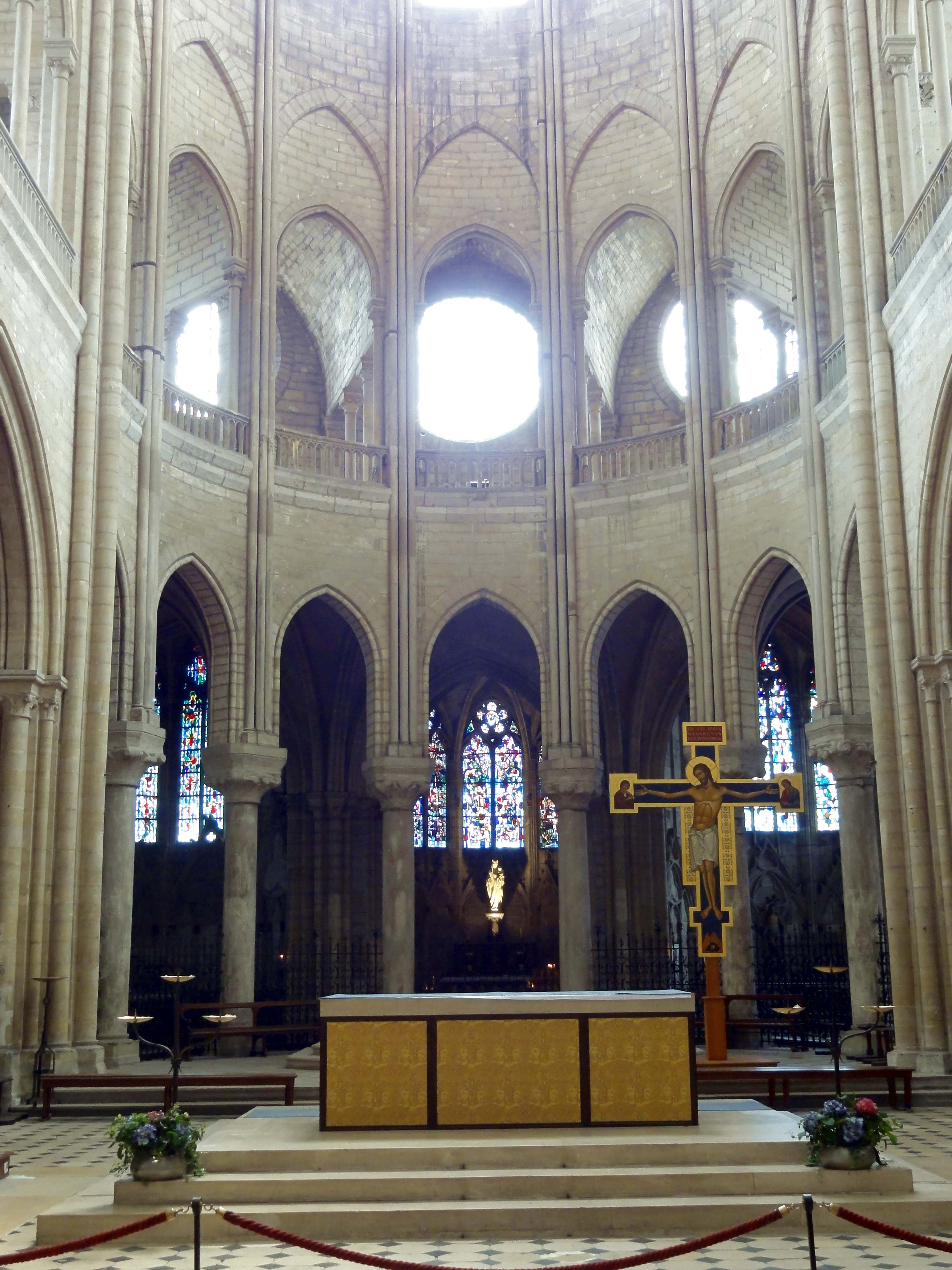
Blick auf den Chor
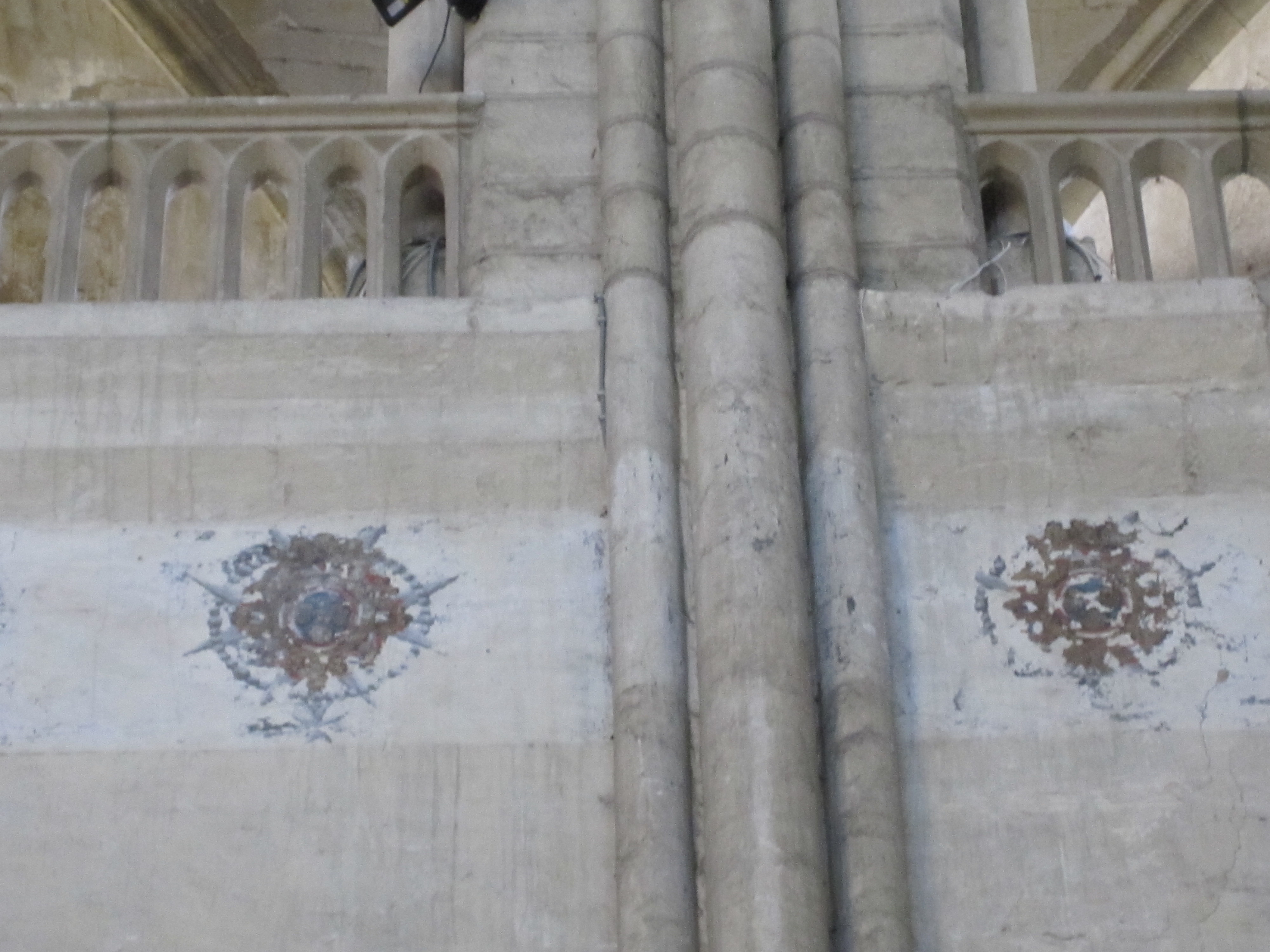
Grabinschrift
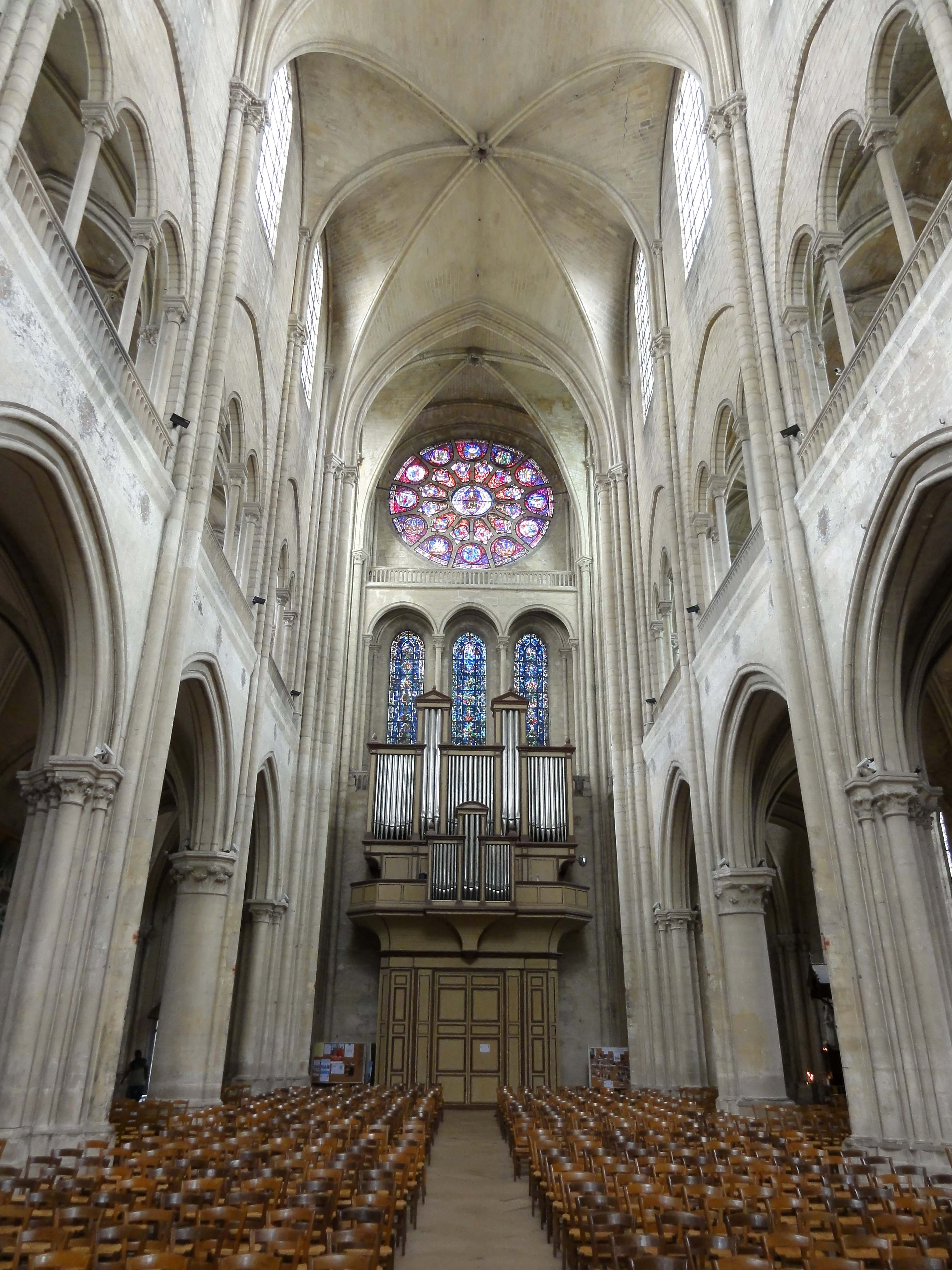
Blick auf die Westfassade
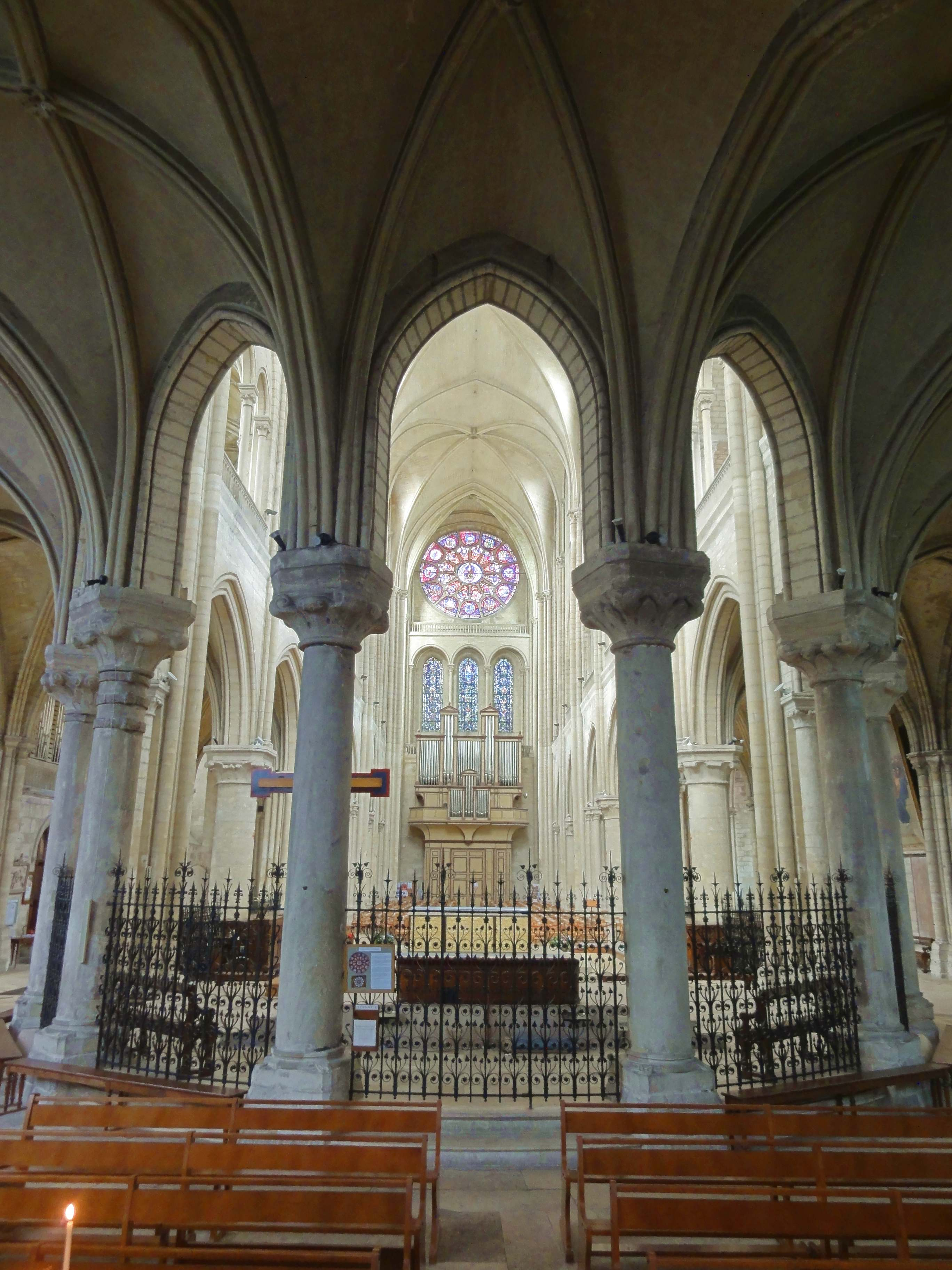
Blick auf die Westfassade vom Chorhaupt aus
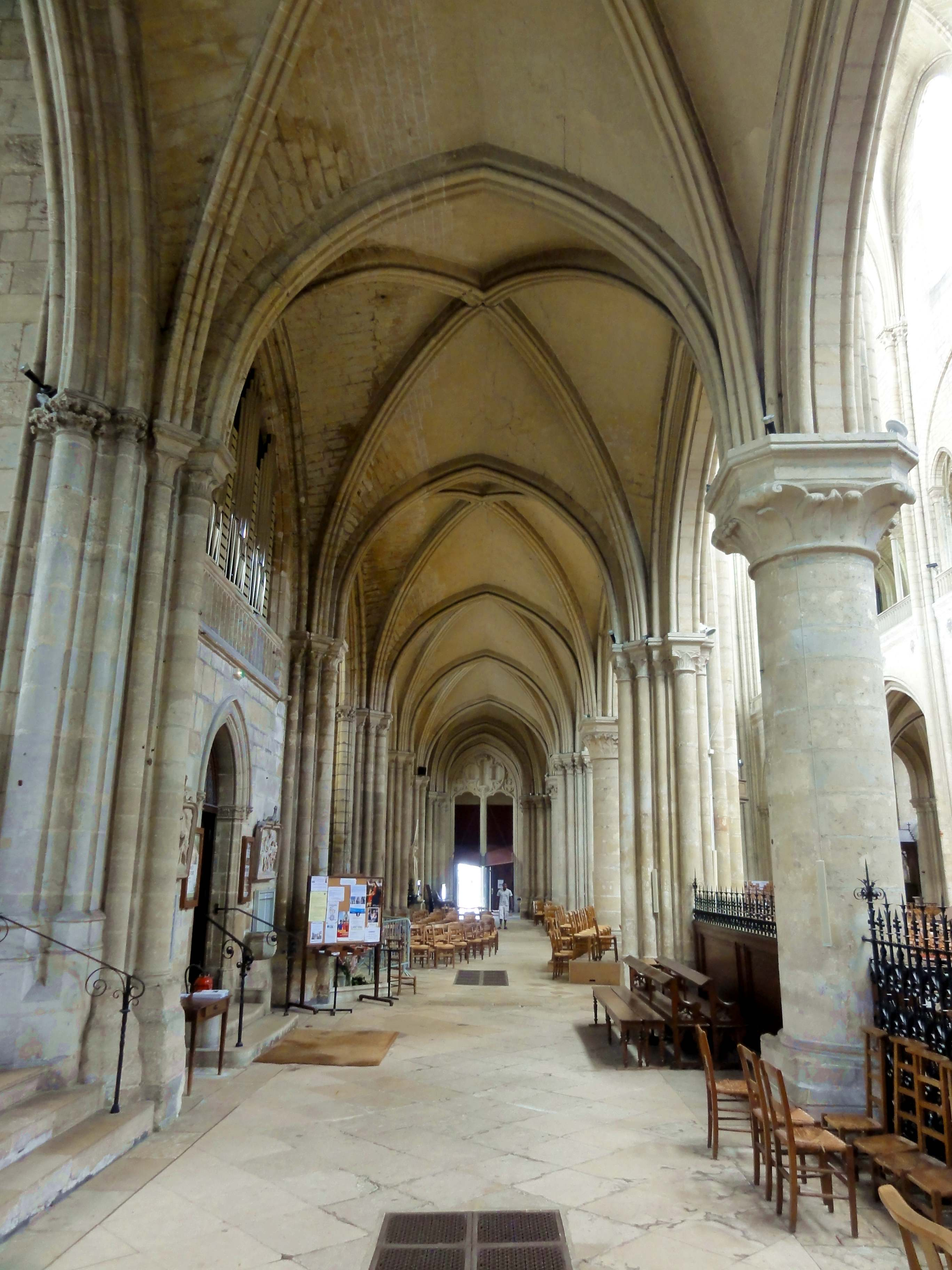
Südseitenschiff vom Chor aus
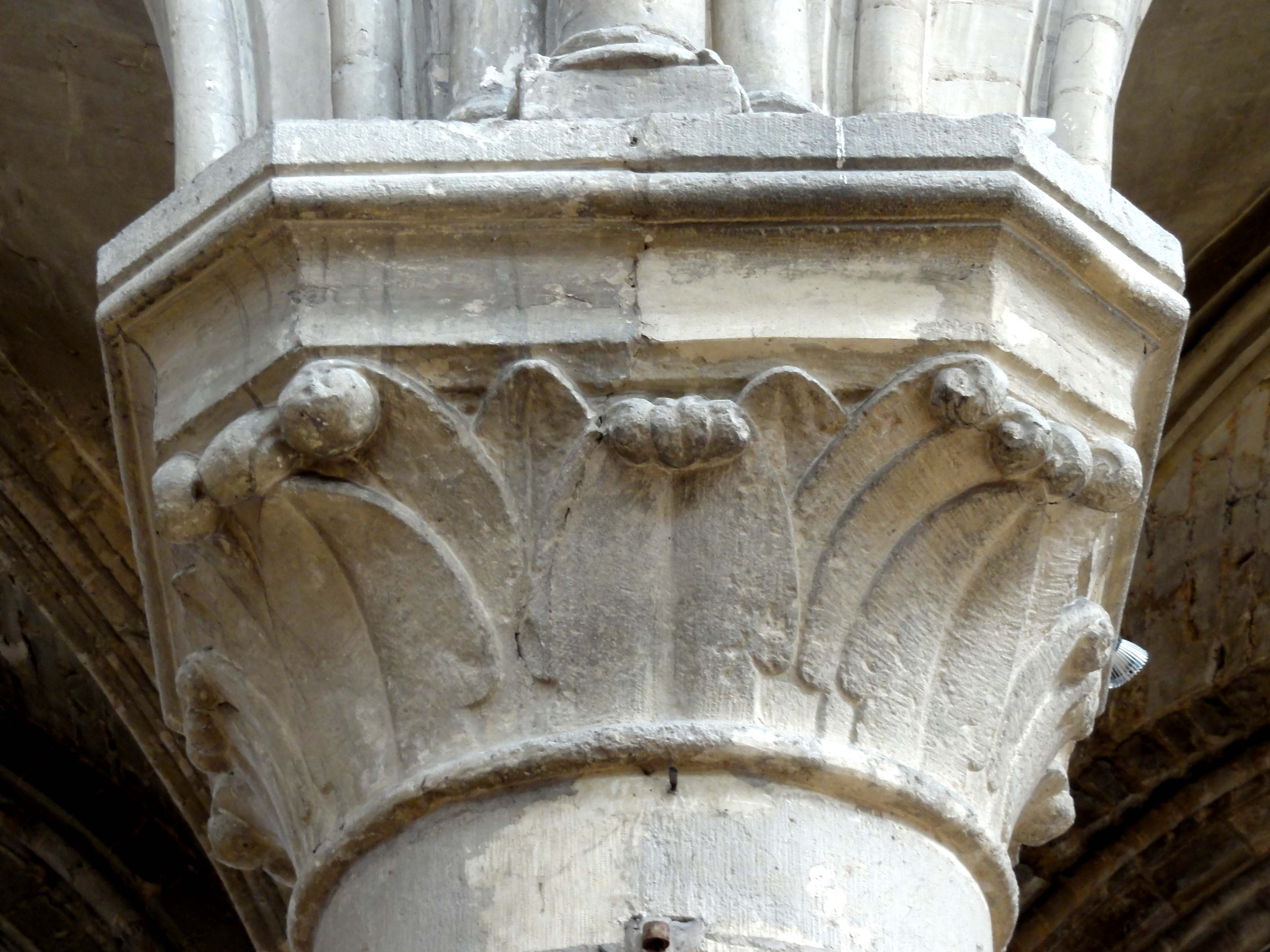
Kapitell des Kirchenschiffs
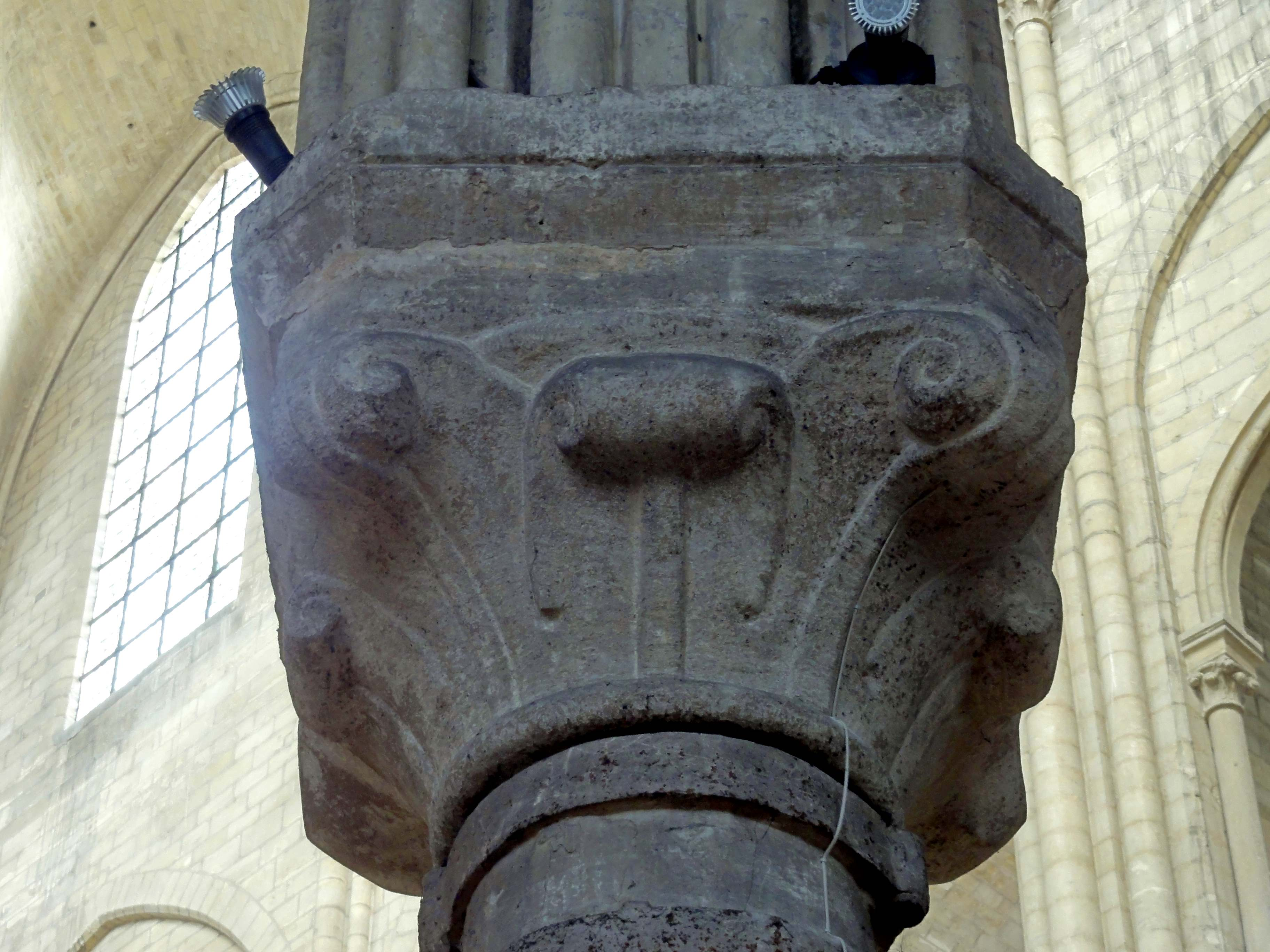
Kapitell des Chors
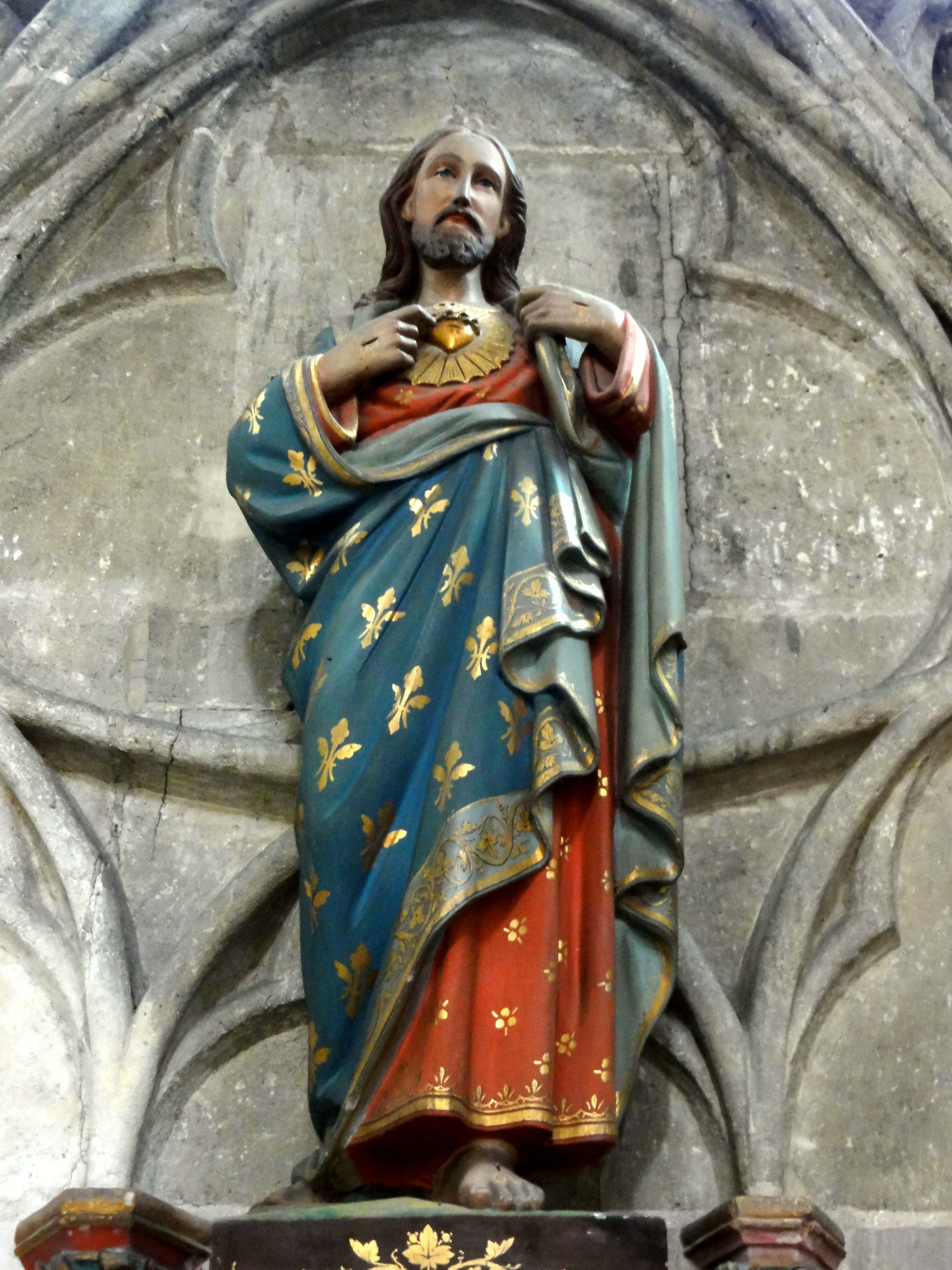
Kapelle Sacré-Cœur, Skulptur des Sacré-Cœur
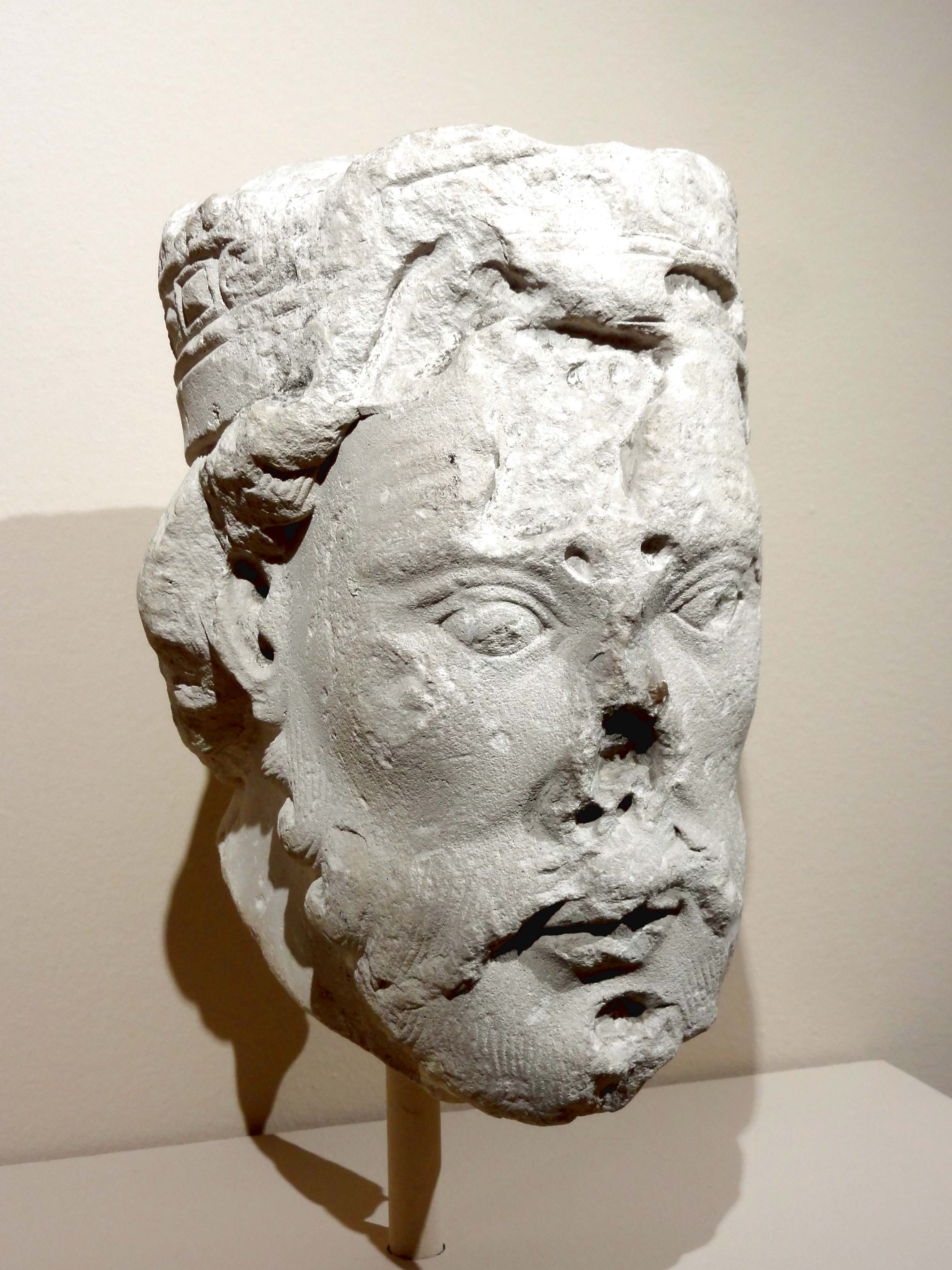
Kopf eines gekrönten Mannes, Mitte des 12. Jahrhunderts, aus dem Nordportal
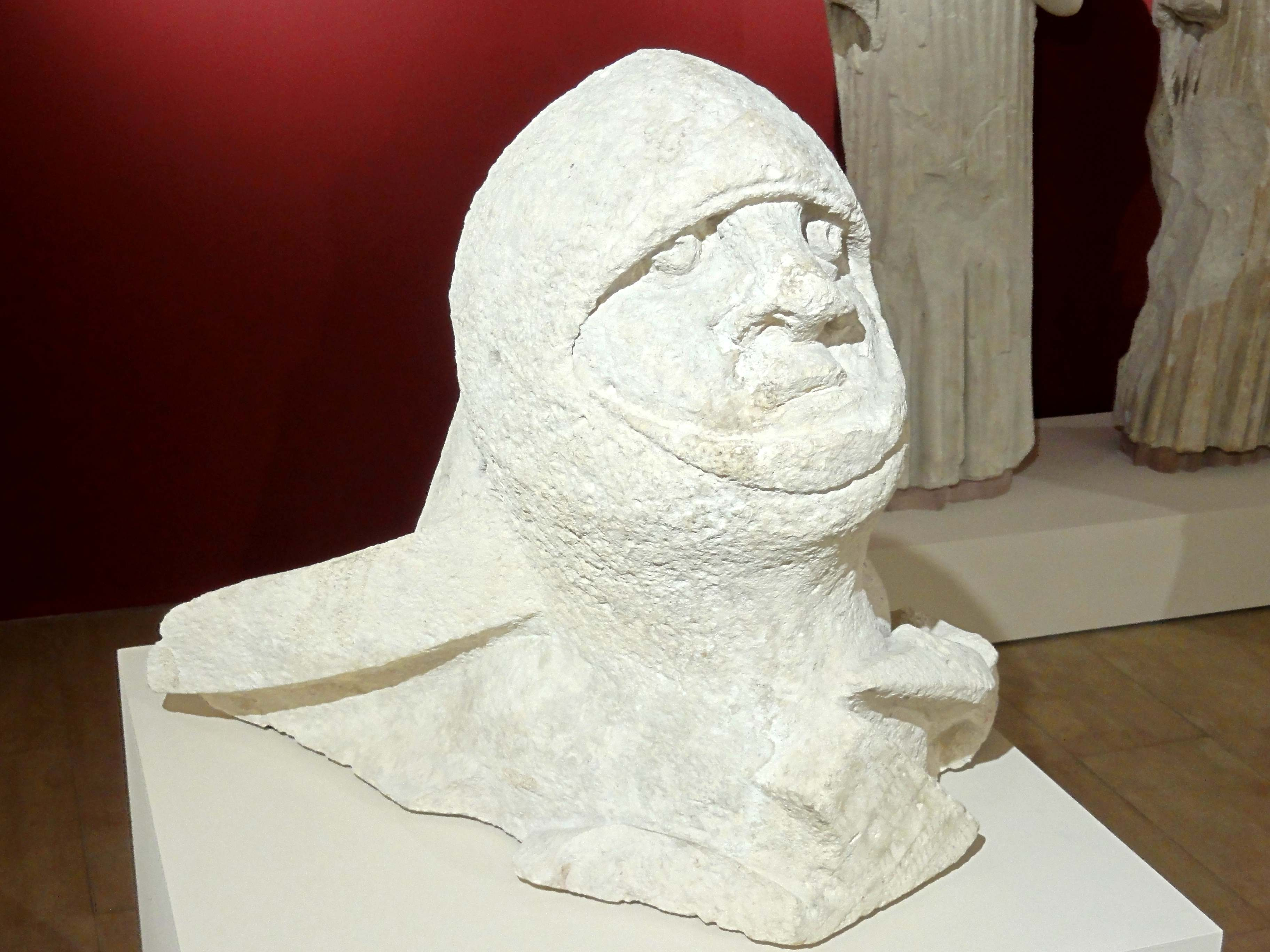
Fragment, das wahrscheinlich aus dem Nordturm stammt

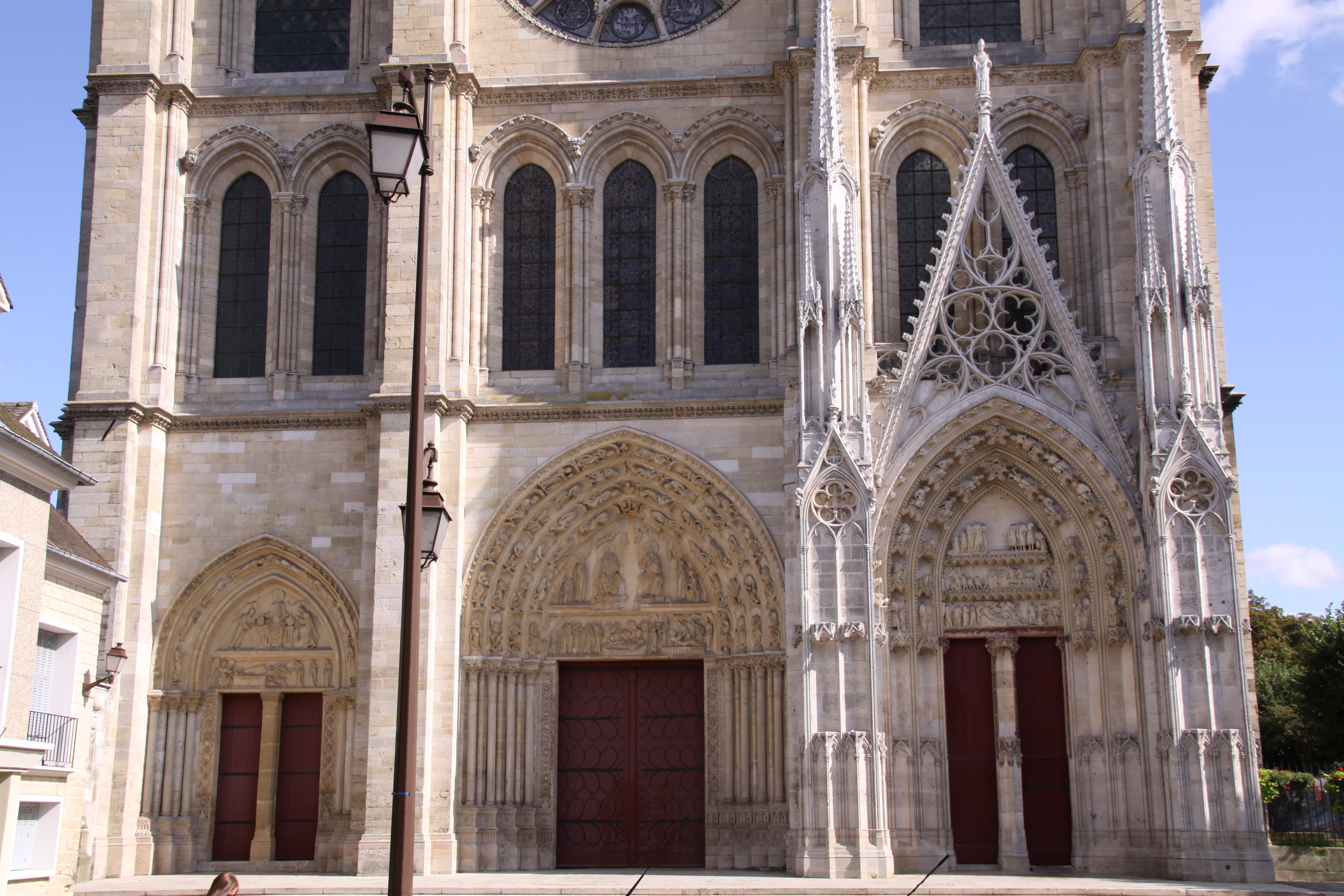
Portale der Westfassade der Stiftskirche Notre-Dame

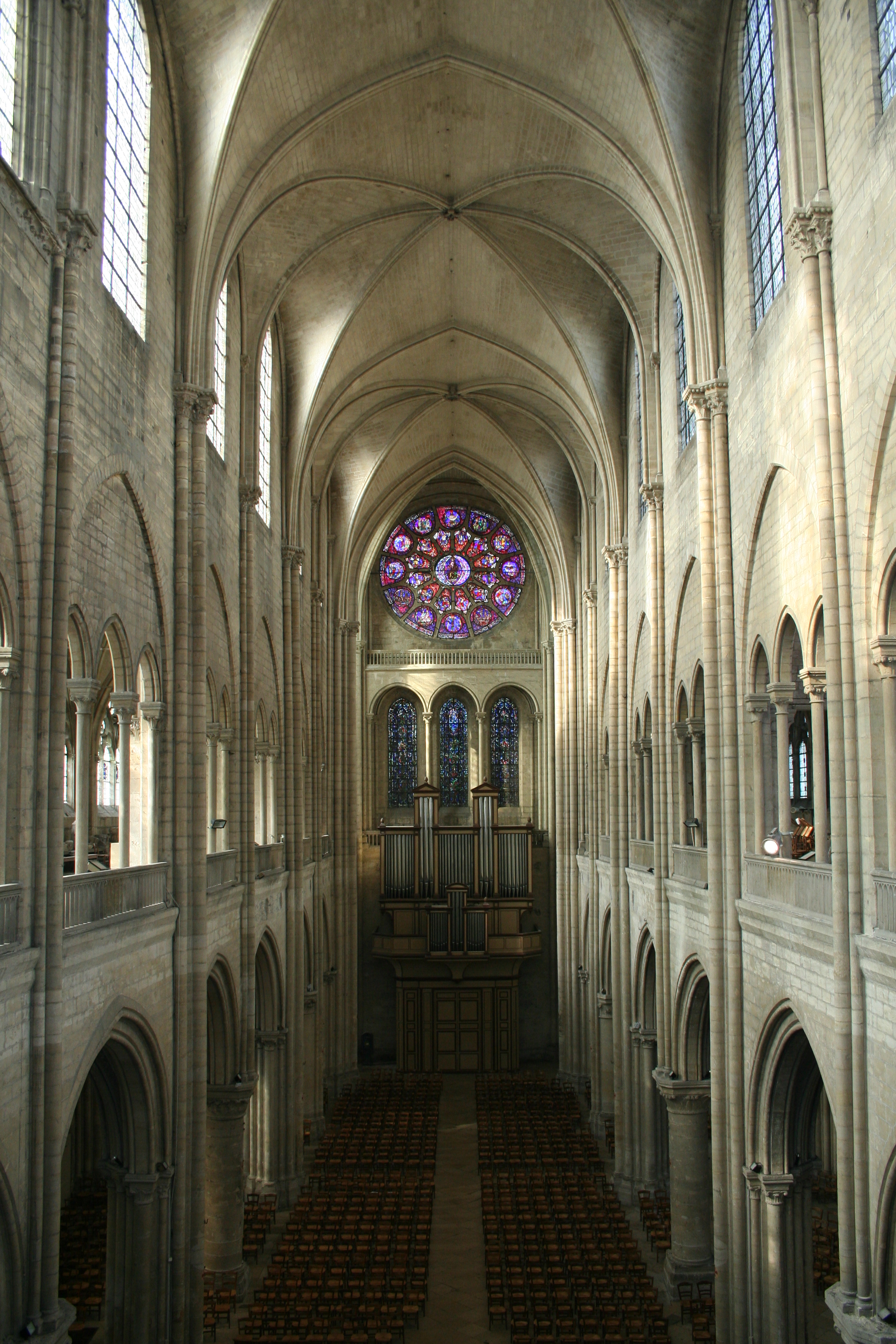
Das Kirchenschiff

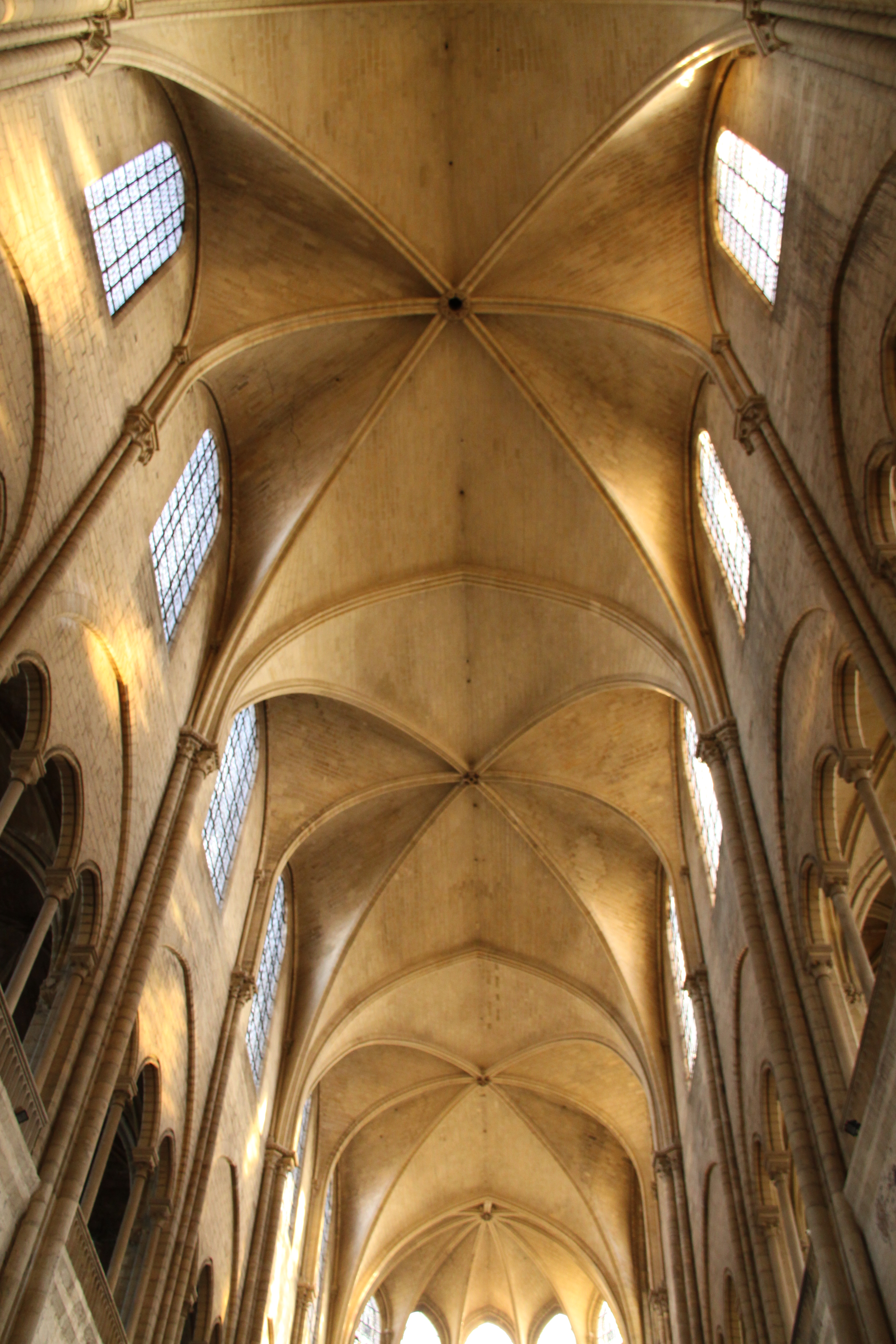
Das sechsteilige Gewölbe

## Abmessungen
Die Stiftskirche von Mantes-la-Jolie hat ähnliche Abmessungen wie die Kathedrale von Senlis.
- Gesamtlänge: 67,70 m;
- Länge des Kirchenschiffs und des Chors: 57,70 m;
- Breite des Kirchenschiffs: 11,75 m;
- Höhe unter den Gewölben: 29,90 m;
- Gesamthöhe der Türme: 61 m;
- Breite der Fassade: 29,70 m;
- Breite der Seitenschiffe: 6,10 m;
- Höhe bis zum Galeriegeschoss: 31,25 m.

Diese Maße waren von André Rhein im Jahr 1932 angegeben worden.
Andrew J. Tallon, ein amerikanischer Kunsthistoriker, konnte im Rahmen des Projekts Mapping Gothic France neue Messungen vornehmen.
- Höhe des Kirchenschiffs: 28,77 m
- Breite des Kirchenschiffs: 9,9 m
- Höhe der Seitenschiffe: 8,73 m
- Breite der Seitenschiffe: 4,61 m
- Gesamtbreite: 19,12 m

## Die Portale

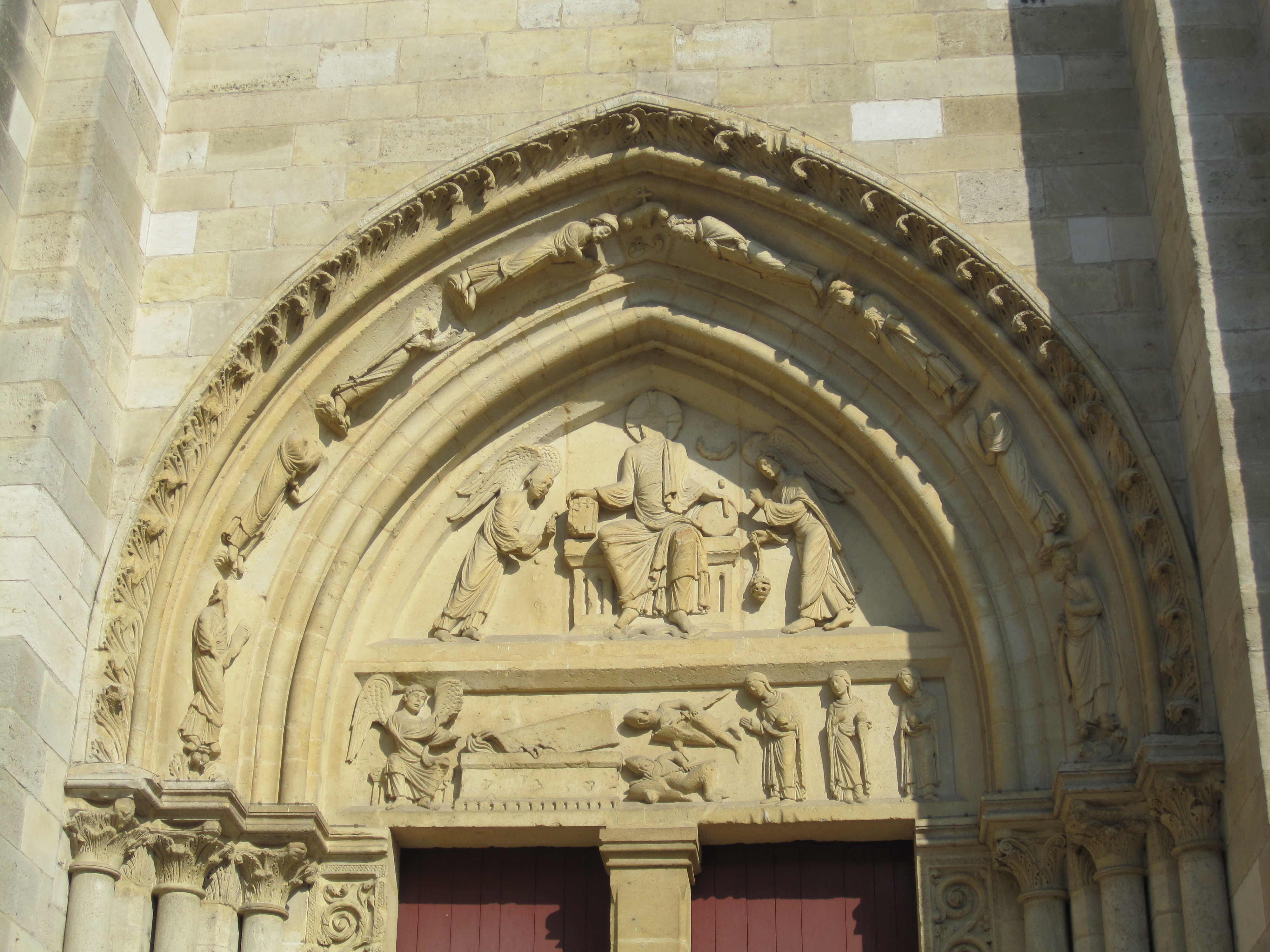
Portal der Auferstehung

### Das Portal der Auferstehung
Das Portal ist das älteste Werk des Gebäudes. Es soll um 1150 aus weißem Stein aus Vernon oder hellen Stein aus der Île-de-France von den Werkstätten, die in der Kathedrale von Saint-Denis und Notre-Dame de Paris arbeiteten, angefertigt worden sein. Das Portal ist der Auferstehung Christi gewidmet. Es ist in einem archaischeren Stil gestaltet und zeugt von einer geringeren technischen Meisterschaft des Künstlers. Dennoch kann man die Schlichtheit schätzen, die es ausstrahlt und die zweifellos mit seiner pädagogischen Bestimmung zusammenhängt.

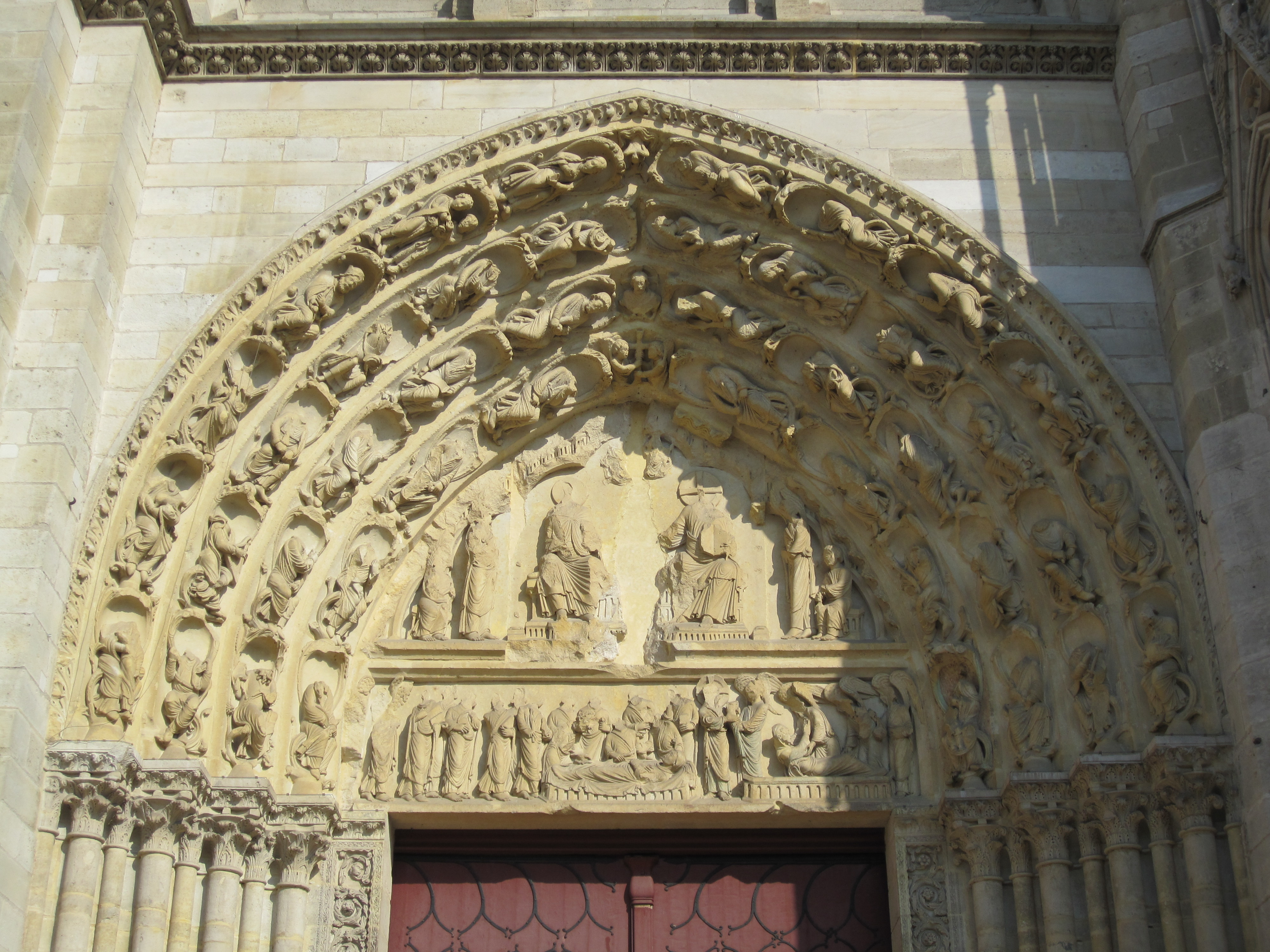
Portal der Jungfrau Maria

### Das Portal der Jungfrau Maria
Der Haupteingang der Stiftskirche, ist Maria und ihrer Aufnahme in den Himmel geweiht. Das Marienportal gilt als ein Meisterwerk der westlichen Bildhauerei. Es besteht aus zwei Teilen, die im Abstand von zehn bis fünfzehn Jahren entworfen wurden. Der untere Teil, unterhalb der Sturzbasis, muss sehr kurz nach dem Auferstehungsportal ausgeführt worden sein. Der gesamte obere Teil (Gewölbe und Tympanon) ist wesentlich später entstanden. Es ähnelt dem der Jungfrau Maria gewidmeten Portal der Kathedrale von Senlis. Bei der Restaurierung des Portals im Jahr 1998 wurden Fragmente der Polychromie freigelegt. Die Farben Rot, Grün und Blau herrschen in der Komposition vor.

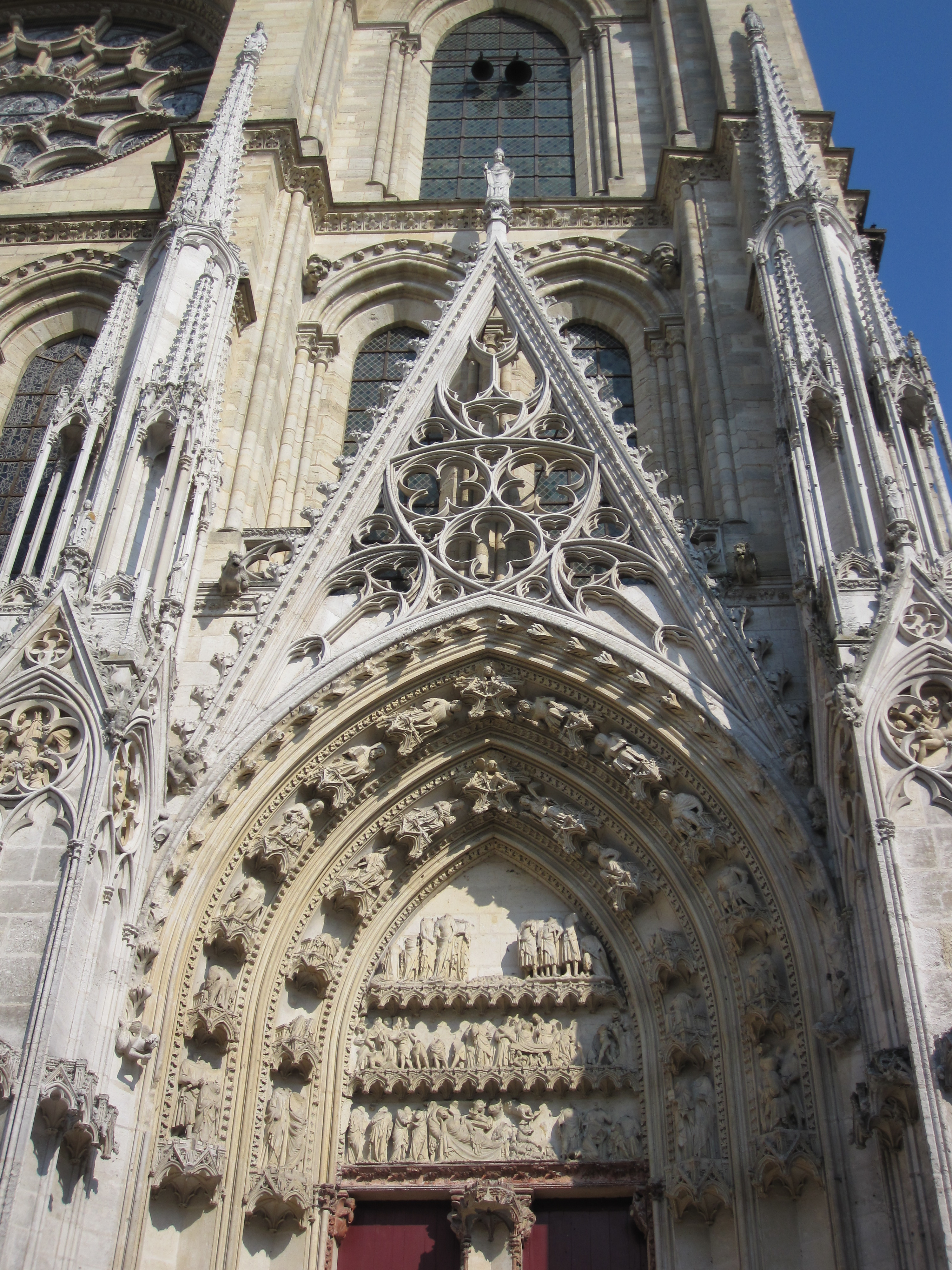
Schöffenportal

### Das Schöffenportal
Das auf der rechten Seite der Fassade gelegene, sehr reich verzierte Portal wurde 1320 auf Wunsch der Schöffen der Stadt errichtet. Es ähnelt in seiner Komposition und seinem Stil dem Südportal La Calende der Kathedrale von Rouen. Während der Revolution wurde es verwüstet, insbesondere die gesamten Statuen in den unteren Fensteröffnungen und ein Teil der Verzierung des Tympanons, wo die Köpfe der Statuen verschwanden.

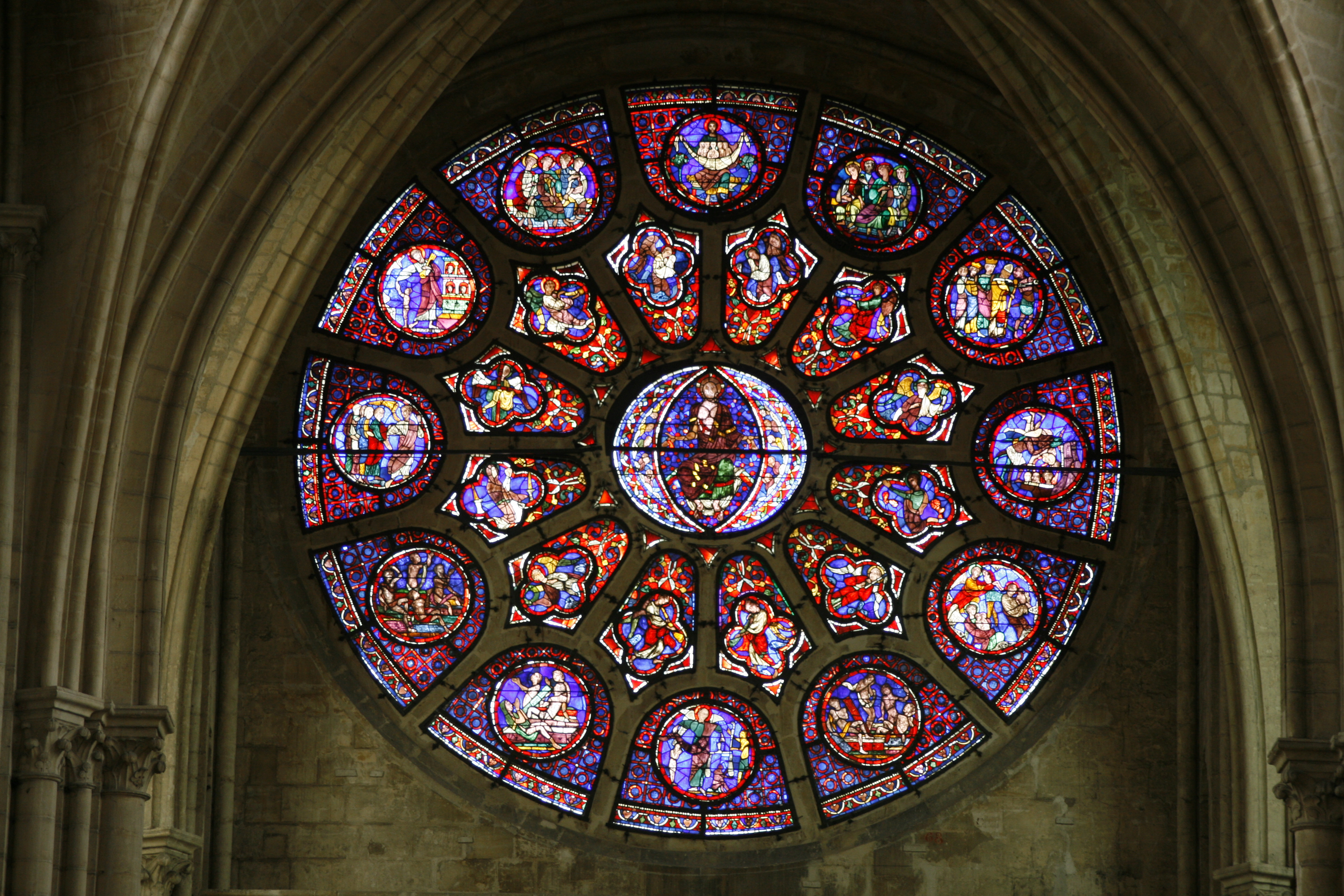
Fensterrose der Stiftskirche Notre-Dame in Mantes-la-Jolie

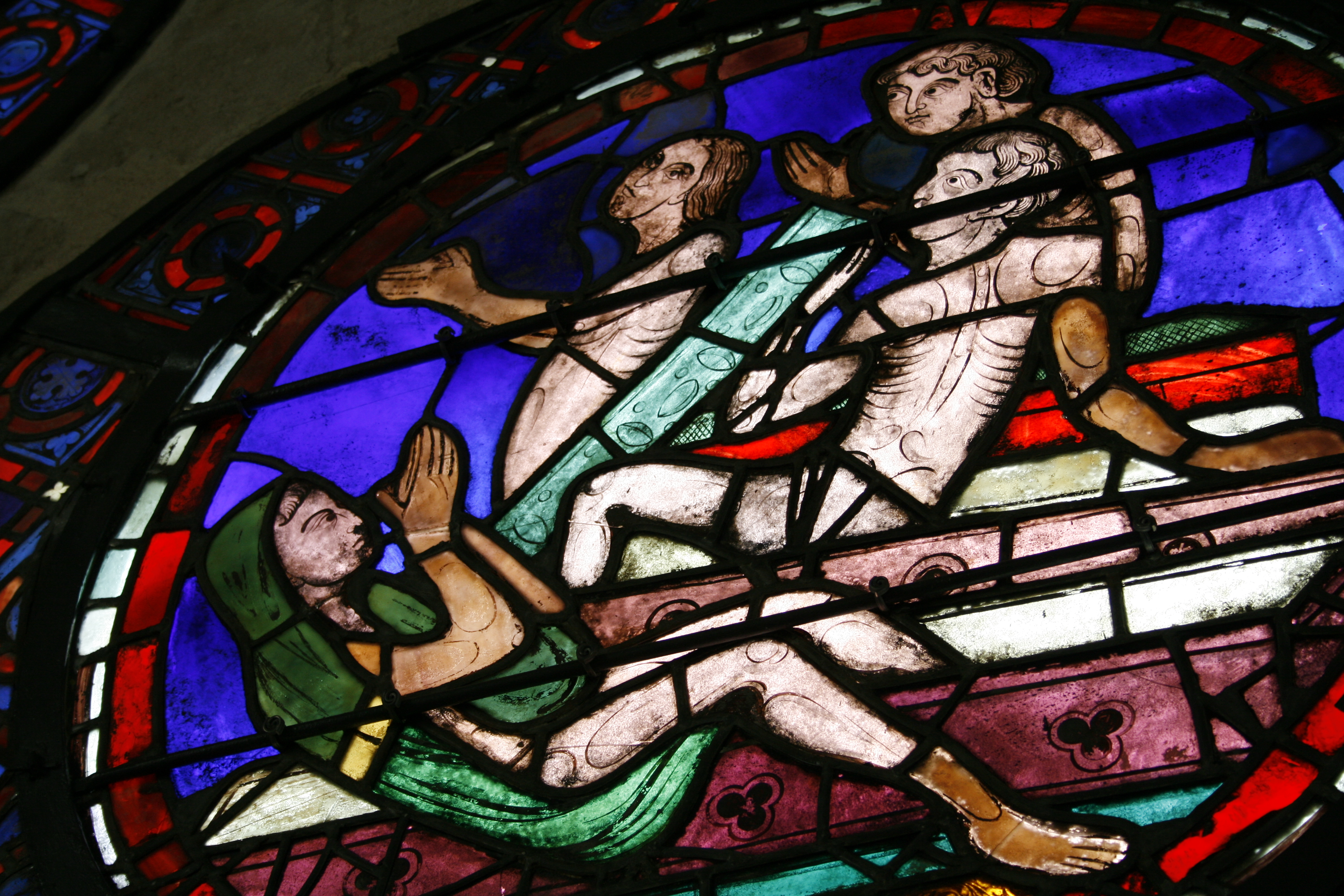
Erste Szene der Auferstehung der Toten

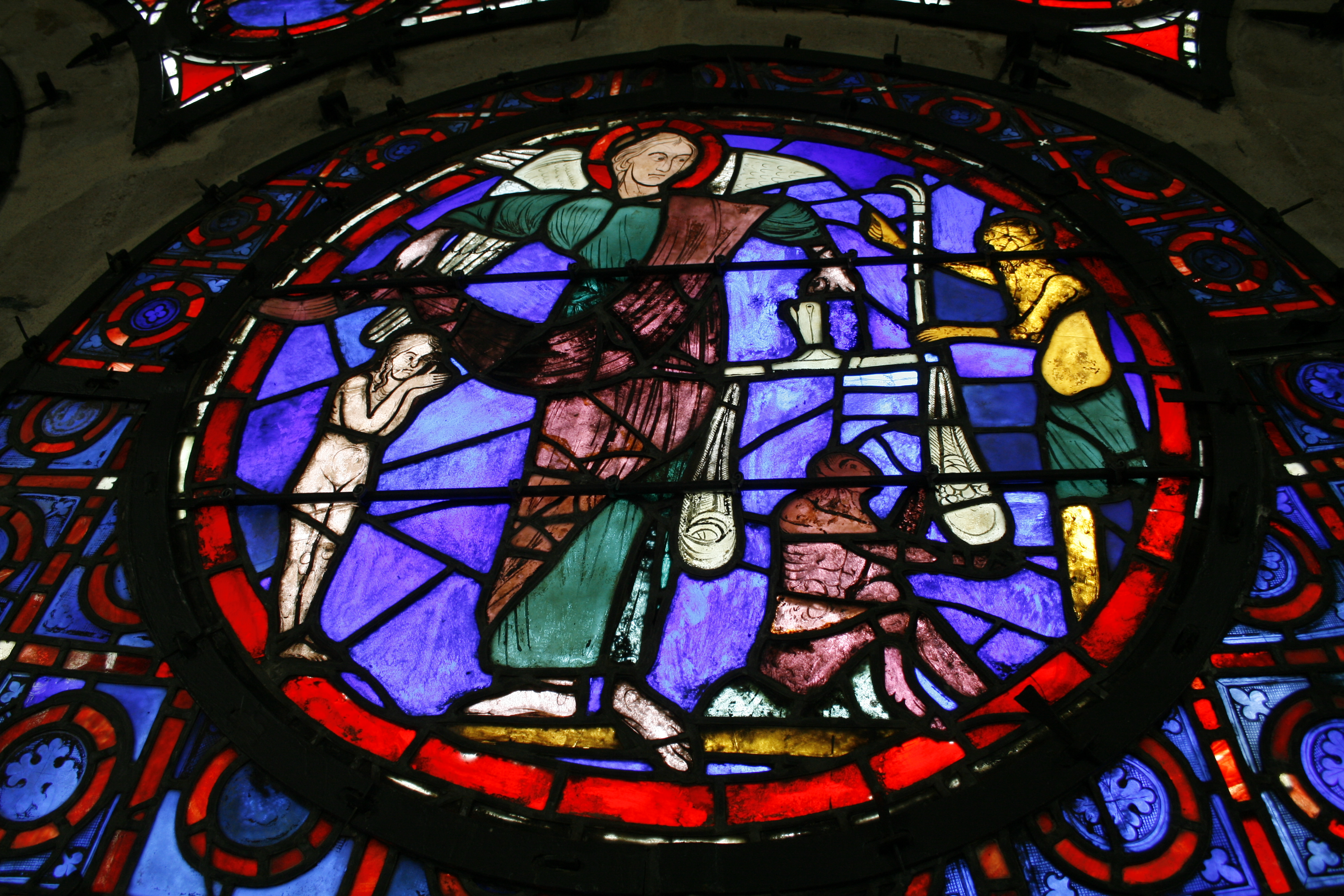
Heiliger Michael als Seelenwäger

## Das Kirchenschiff
Das gotische Kirchenschiff ist eines der höchsten des 12. Jahrhunderts. Zu seiner Zeit wurde es nur von Notre-Dame de Paris um nur zwei Meter überragt. Die Höhe des Kirchenschiffs ist in drei im Wesentlichen gleich hohe Stockwerke unterteilt: die großen Arkaden im Erdgeschoss, die Arkaden der Emporen und schließlich die Obergadenfenster. Die Anordnung des Kirchenschiffs ist größtenteils auf seine drei sechsarmigen (sechsteiligen) Kreuzrippengewölbe zurückzuführen, die jeweils zwei Joche umfassen. Die Einführung dieser Art von Struktur hat eine offensichtliche Konsequenz: Die Pfeiler tragen nicht alle die gleiche Last, daher der Wechsel zwischen einfachen zylindrischen Schäften und von Säulchen flankierten Pfeilern, der auch in anderen großen Kirchen der Frühgotik zu finden ist (Laon, Paris, Sens, Lausanne und andere).
Der Architekturstil fällt durch seine Nüchternheit auf. Die großen Fenster der Emporen sind nicht profiliert. Große Teile der Wände sind aufgrund der fehlenden horizontalen Gliederung glatt, was vor allem auf der Ebene der Obergadenfenster zu sehen ist. Diese Schlichtheit entspricht ganz dem Geist der Pariser Architekten des 12. Jahrhunderts. Die geringe Länge des Kirchenschiffs, der Abstand der Pfeiler, durch den sich der Raum weit in die Seitenschiffe öffnet, sowie die weiten horizontalen Bereiche verleihen dem Bauwerk eine erstaunliche Raumwirkung.

## Die Glasmalereien
Die große Rosette von Mantes ist eine der ältesten in Frankreich. Die ältesten Gläser stammen aus der Zeit um 1210. Sie stellt das Jüngste Gericht dar. Der zentrale Okulus wird von einer Mandorla eingenommen, in der Christus als Richter thront, der sich von einem blauen, mit roten Sternen bevölkerten Hintergrund abhebt. Er ist von einem Chor von Engeln umgeben, deren geflügelte Büsten aus den Wolken aufsteigen. Der erste Kreis, der einer vertikalen Symmetrieachse folgt, ist der Kreis der Engel und Fürsprecher. Der blaue Hintergrund der figürlichen Vierecke steht im Gegensatz zu dem Rot, von dem sich die dekorativen Ranken abheben, die jedes Fach vervollständigen.

## Die Kapelle von Navarra
Die Navarra- oder Rosenkranzkapelle am südlichen Seitenschiff der Kirche ist zweifellos die berühmteste Kapelle. Sie wurde 1313 auf Wunsch von Maria von Brabant, der zweiten Ehefrau von Philipp III. dem Kühnen, gegründet. Ihr Wunsch war es, die Stiftskirche mit zwei Kapellen auszustatten, die dem heiligen Paulus und dem heiligen Ludwig geweiht waren. Es handelt sich um eine Doppelkapelle, die das Ergebnis der Zusammenlegung zweier Kapellen zwischen 1352 und 1364 ist. An den Wänden sind vier Skulpturen aus dem 14. Jahrhundert angebracht, die Heilige und Königinnen als Stifterinnen darstellen. Spuren von Polychromie (ein Rest einer Kreuzigung) und eine Fugenmalerei mit roten Fugen auf weißem Grund sind heute noch zu sehen. Das Wappen von Navarra, rot auf gelbem Grund gemalt, ist auf einigen Pfeilern zu sehen. Ein Stück einer Grabplatte wurde in den Stufen wiederverwendet.

## Orgel
Die Orgel ist ein Werk von Joseph Merklin aus dem Jahr 1897 mit 37 Registern auf drei Manualen und Pedal, das mehrfach, zuletzt im Jahr 2013 durch Yves Fossaert restauriert wurde.